# Eleonora Meleti
Eleonora Meleti (em grego: Ελεονώρα Μελέτη, nascida a 17 de Setembro de 1978) é uma jornalista grega que foi eleita eurodeputada pelo partido Nova Democracia nas eleições de 2024 para o Parlamento Europeu. Faz parte do Comité de Cultura e Educação e do Comité para os Direitos das Mulheres e da Igualdade de Género.